# Percichthys chilensis
Percichthys chilensis är en fiskart som beskrevs av Girard, 1855. Percichthys chilensis ingår i släktet Percichthys och familjen Percichthyidae. Inga underarter finns listade i Catalogue of Life.